# Centropyge nox
Centropyge nox là một loài cá biển thuộc chi Centropyge trong họ Cá bướm gai. Loài cá này được mô tả lần đầu tiên vào năm 1853.

## Từ nguyên
Từ định danh của loài trong tiếng Latinh có nghĩa là "bóng đêm", hàm ý đề cập đến màu đen bao phủ toàn bộ cơ thể của chúng.

## Phạm vi phân bố và môi trường sống
C. nox có phạm vi phân bố tập trung ở vùng biển các nước Đông Nam Á hải đảo, Papua New Guinea và quần đảo Solomon; ngược lên phía bắc đến quần đảo Ryukyu (Nhật Bản), bờ biển Hồng Kông và đảo Đài Loan; về phía đông đến trải dài đến Palau, đảo san hô Kapingamarangi (thuộc quần đảo Caroline), Vanuatu, Fiji, Tonga và Nouvelle-Calédonie; về phía nam đến quần đảo Ashmore, rạn san hô Scott và Seringapatam và rạn san hô Great Barrier (đều thuộc Úc).
C. nox sống gần các rạn san hô viền bờ và các rạn san hô trong các đầm phá trên nền đá vụn ở độ sâu từ 10 đến ít nhất là 70 m.

## Mô tả
C. nox có chiều dài cơ thể tối đa được biết đến là 10 cm. Toàn bộ cơ thể của C. nox là một màu đen hoặc nâu sẫm, với một đốm màu vàng nhạt trên gốc vây ngực, riêng vây đuôi có một dải viền màu trắng rất mỏng. Centropyge deborae, một loài mới chỉ được biết đến tại Fiji, thay vì có màu đen tuyền như C. nox, C. deborae có màu đen nhưng thẫm xanh lam hơn.
Manonichthys paranox, một loài thuộc họ Cá đạm bì, được cho là bắt chước kiểu hình của C. nox vì loài này chỉ có một màu đen sẫm toàn cơ thể.
Số gai ở vây lưng: 14–15; Số tia vây ở vây lưng: 15–17; Số gai ở vây hậu môn: 3; Số tia vây ở vây hậu môn: 16–18.

## Sinh thái học
Thức ăn chủ yếu của C. nox là tảo. C. nox thường sống thành từng nhóm nhỏ, gồm một con đực trưởng thành thống trị những con cá cái trong hậu cung của nó (một nhóm có từ 3 đến 7 cá thể). Tuy vậy, chúng có thể sống đơn độc hoặc bơi theo cặp.
Nếu cá đực thống trị biến mất, con cá cái lớn nhất đàn sẽ chuyển đổi giới tình thành cá đực, một hành vi thường thấy ở nhiều loài Centropyge khác.

## Thương mại
Tuy không có màu sắc sặc sỡ như những loài cá thần tiên khác, C. nox cũng là một loài cá cảnh được xuất khẩu thương mại.